# Швертберг
Шве́ртберг (нем. Schwertberg) — ярмарочная коммуна (нем. Marktgemeinde) в Австрии, в федеральной земле Верхняя Австрия.
Входит в состав округа Перг. Население составляет 5284 человека (на 31 декабря 2005 года). Занимает площадь 19 км². Официальный код — 41124.

## Политическая ситуация
Бургомистр коммуны — Курт Гаснер (СДПА) по результатам выборов 2003 года.
Совет представителей коммуны (нем. Gemeinderat) состоит из 31 места.
- СДПА занимает 17 мест.
- АНП занимает 10 мест.
- Зелёные занимают 3 места.
- АПС занимает 1 место.

## Промышленность
В городе действуют штаб-квартиры двух крупных компаний, имеющих офисы во многих странах мира: Engel-Maschinenbau (разработка и производство упаковочных машин, автоматизация) и Hödlmayr (транспортная логистика и перевозки).